# Carol King
Carol King (Lagos, 24 de julio de 1963) es una actriz y presentadora nigeriana. Es conocida por su "papel maternal" en series de televisión, telenovelas y películas, entre ellas The Gods Are Still Not To Blame y Dazzling Mirage, una película dramática de 2014 dirigida por Tunde Kelani.

## Biografía
Nacida en Lagos, oeste de Nigeria, de padres nativos de Edo, asistió a la primaria St. Soweto y a la secundaria integral Awori Anglican en Lagos. Asistió a la Universidad Estatal de Lagospara obtener la licenciatura en Estudios Religiosos Cristianos.
Reside en el estado de Lagos y está casada con el Capitán Kolawole King con quien tiene tres hijos.

## Carrera
Su carrera como actriz inició después de asistir a una audición para un drama de radio titulado I Need to Know. Se volvió un rostro familiar en pantalla tras su papel en la serie de televisión Everyday People. Ha protagonizado obras de teatro, dramas y películas, como Dazzling Mirage, Pasito Dehinde y The Gods Are Still Not To Blame. Fue galardonada con el "Premio al modelo de rol de la juventud africana" en 2009.

## Filmografía seleccionada

### Series de televisión
- I Need To Know
- Everyday People
- Tinsel
- Everyday People
- Edge of Paradise
- Blaze of Glory
- Eko Law[7]
- Emerald
- Skinny Girl In Transit

### Películas
- Pasito Dehinde
- Dazzling Mirage
- For Colored Girls
- The Gods Are Still Not To Blame
- Journey To Self
- North East